# Rikinza von Gernrode

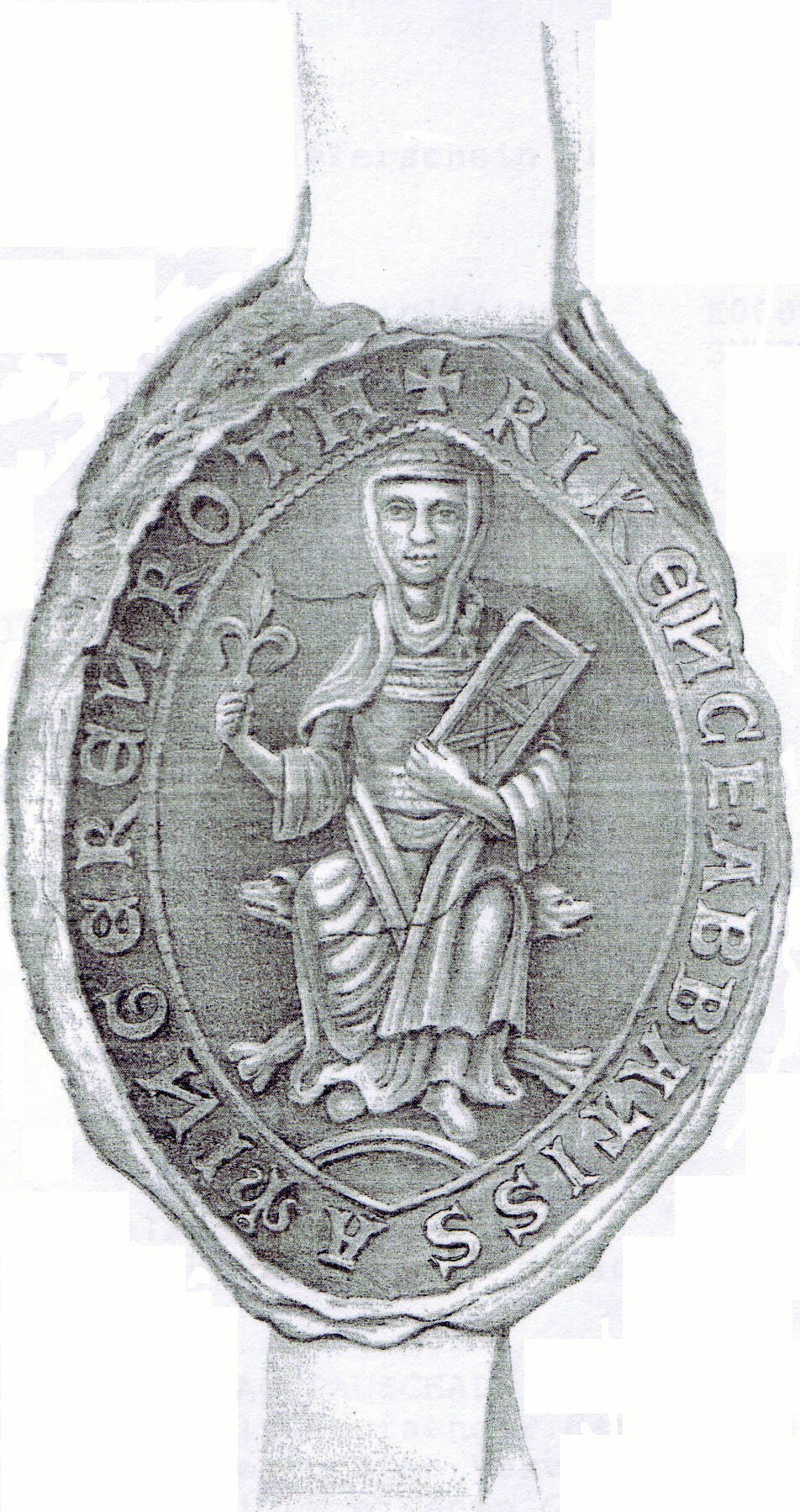
Siegel der Äbtissin Rikinza

Rikinza oder Richenza war mindestens von 1205 bis 1206 die Äbtissin des freien weltlichen Stiftes von Gernrode und Frose. Sie ist seit der letzten urkundlichen Erwähnung der Äbtissin Hedwig III. im Jahr 1152, nach mehr als fünfzig Jahren die erste Äbtissin, von der wieder schriftliche Quellen vorhanden sind.

## Leben
Rikinza stammt aus unbekannter Familie und ist nur aus zwei Urkunden bekannt, wobei die eine von 1205 datiert und die andere unbekannten Datums ist. Sie ist wohl bald danach gestorben, denn ihre Nachfolgerin Adelheid II. von Büren tritt das erste Mal im August 1207 in einer päpstlichen Urkunde als Adressat in Erscheinung, sie muss also bereits im Frühjahr des Jahres 1207 gewählt worden sein.
Nach dem Tod der Äbtissin Hedwig III. scheint es in der Abtei Probleme gegeben zu haben, denn im Jahr 1156 hielt es Papst Hadrian IV. für notwendig, eine Visitation des Klosters anzuordnen. Für den Fall, dass die Äbtissin sich weigerte, den Anweisungen des Papstes Folge zu leisten, sollte ihr mit Absetzung gedroht werden. Der Name der Äbtissin ist nicht bekannt, so setzt die dokumentierte Geschichte erst wieder mit Rikinza ein.